# Чаф-е Бала
Чаф-е Бала (перс. چاف بالا) — село в Ірані, у дегестані Чаф, в Центральному бахші, шагрестані Лянґаруд остану Ґілян. За даними перепису 2006 року, його населення становило 508 осіб, що проживали у складі 159 сімей.

## Клімат
Середня річна температура становить 14,90°C, середня максимальна – 28,24°C, а середня мінімальна – 1,15°C. Середня річна кількість опадів – 1142 мм.
| Клімат поселення                              | Клімат поселення | Клімат поселення | Клімат поселення | Клімат поселення | Клімат поселення | Клімат поселення | Клімат поселення | Клімат поселення | Клімат поселення | Клімат поселення | Клімат поселення | Клімат поселення | Клімат поселення |
| Показник                                      | Січ.             | Лют.             | Бер.             | Квіт.            | Трав.            | Черв.            | Лип.             | Серп.            | Вер.             | Жовт.            | Лист.            | Груд.            |                  |
| Середній максимум, °C                         | 9,90             | 9,60             | 12,03            | 17,46            | 21,67            | 25,71            | 28,24            | 28,09            | 25,43            | 20,77            | 16,12            | 11,82            |                  |
| Середня температура, °C                       | 5,69             | 5,38             | 7,80             | 13,24            | 17,47            | 21,50            | 24,46            | 24,30            | 21,64            | 17,00            | 12,34            | 8,04             |                  |
| Середній мінімум, °C                          | 1,46             | 1,15             | 3,58             | 9,02             | 13,24            | 17,27            | 20,67            | 20,51            | 17,85            | 13,20            | 8,55             | 4,25             |                  |
| Норма опадів, мм                              | 102              | 87               | 82               | 42               | 43               | 34               | 33               | 61               | 137              | 221              | 170              | 130              |                  |
| Середньомісячна швидкість вітру, м/с          | 2.42             | 2.50             | 2.50             | 2.50             | 2.52             | 2.72             | 2.60             | 2.33             | 2.26             | 2.09             | 2.10             | 2.21             |                  |
| Середньомісячна сонячна радіація, кДж/м²·день | 7083             | 9098             | 11042            | 15404            | 19795            | 21684            | 22117            | 18546            | 15180            | 10775            | 8609             | 6674             |                  |
| --------------------------------------------- | ---------------- | ---------------- | ---------------- | ---------------- | ---------------- | ---------------- | ---------------- | ---------------- | ---------------- | ---------------- | ---------------- | ---------------- | ---------------- |
| Джерело:                                      |                  |                  |                  |                  |                  |                  |                  |                  |                  |                  |                  |                  |                  |